# Masacre de Sabaneta de 2013
La masacre en la Cárcel de Sabaneta ocurrió el 16 de septiembre de 2013 en el sector Sabaneta de Maracaibo en el estado Zulia, Venezuela. En el lugar fueron asesinados 16 reclusos y resultaron heridos más de 48 durante una toma violenta de la prisión.

## Antecedentes
Días antes ocurrieron diferentes reyertas en dicha cárcel dónde en menos de un mes habían asesinado a más de 30 reclusos en hechos aislados, quienes no pagaban la causa (pago de una comisión por obtener protección dentro). Esto había originado una pugna entre 2 bandas que tenían tomado el Centro Penitenciario.[cita requerida]

## Sucesos
El 16 de septiembre del 2013, a las 22:00 (hora local), miembros de una de las bandas comienza a disparar contra el grupo rival para tomar el control del penal y fueron respondidos con una ametralladora .50, fusiles AR-15, AK-47, AK-103 y FAL, así como granadas. Al día siguiente yacían sin vida en el patio de esta cárcel los cuerpos de 16 reclusos que iniciaron la reyerta.
El líder negativo del centro Penitenciario "El Mocho Edwin" había declarado que no entregarían las armas y se mantendrían en resistencia ante el gobierno nacional, el conflicto tuvo una duración de más de 15 días y los familiares de los reclusos no se retiraban del lugar. Los reclusos señalan que "El Mocho Edwin" atacó al resto de los reclusos en presencia de la Guardia Nacional Bolivariana.

## Respuesta gubernamental
Mediante declaraciones de la Ministra para Servicios Penitenciarios, Iris Varela se supo que se haría una intervención en dicha cárcel mediante un traslado de los reclusos y una posterior requisa tanto a las instalaciones de la cárcel. Luego de varios días se acordó junto a los líderes negativos del penal la entrega pacífica de las armas y el cese al fuego definitivo para poder ser trasladados.

## Declaraciones nacionales
- La Ministra de Servicios Penitenciarios, Iris Varela declaró lamentar los hechos y manifestó su compromiso con requisar la cárcel y castigar a los responsables de esta masacre.

- El Observatorio Venezolano de Prisiones, declaró la culpabilidad a la Ministra Iris Varela debido a que esta cárcel "tiene uno de los niveles más altos de hacinamiento y es una de las cárceles más peligrosas del país".[5]

## Resultados de las requisas
Durante una rueda de prensa la ministra informó que los resultados de las requisas fueron:
- 26,762 cartuchos de fusil y ametralladora, de calibres 7,62 mm, 5,56 mm y 12,7 mm (.50).
- 1,981 cartuchos
- 20 fusiles automáticos ligeros.
- 1 ametralladora .50.
- 13 fusiles AK-47.
- 20 fusiles AR-15.
- 5 fusiles AK-103.
- 15 pistolas de diversos calibres (5,5 mm, 10 mm, 11,43 y 9 mm).
- 2 fusiles M1 Garand
- 13 escopetines.
- 2 subfusiles Uzi.
- Una pistola-ametralladora Ingram.
- Un subfusil HK MP5.
- 13 escopetas de repetición calibre 12.
- 20 escopetas de cacería.
- 17 pistolas semiautomáticas Glock.
- 14 pistolas Pietro Beretta.[7]
- 9 pistolas Browning.
- 8 pistolas Smith & Wesson calibre 9 mm.
- 11 revólveres .38.
- 5 revólveres .357.
- 9 pistolas calibre .380.
- 32 granadas de fragmentación
- 8 pistolas Beretta PX4.
- 5 granadas M26.
- 2 morteros de 50 mm.
- Se decomisó un total de 12.560 cartuchos de distintos calibres.
- 187 cargadores para fusiles.
- 201 cargadores para pistolas.
- Gran cantidad de dispositivos móviles.
- 72 kilos de droga

La cárcel de Sabaneta fue desalojada en su totalidad y su único fin será la demolición para poder ser utilizado ese espacio por el gobierno nacional.

## Víctimas
Las Víctimas mortales fueron identificadas de la siguiente manera:
- Ricardo Alex Moreno alias “El Ric”
- Enyerbert Alex Moreno
- Ronald Alex Moreno
- Yorbis Castillo
- Franklin Cárdenas
- Alexander Bozo
- José Farías
- Edwuar Blanco
- Joseph López Vera
- Raniel Jeferson Yépez Márquez
- Alejandro Ramones Yordaneli[9]
- Eduard Blanco Chirinos
- Alí Javier Paredes Paredes
- Rafael Paredes
- Antonio José Campo
- Maikel José Garabito Zerpa

## Nota y referencias
1. ↑  http://notitweet-sucesos.blogspot.com/2013/09/5-claves-de-la-masacre-en-la-carcel-de.html
2. ↑  «Copia archivada». Archivado desde el original el 8 de enero de 2017. Consultado el 8 de enero de 2017.
3. ↑  «Copia archivada». Archivado desde el original el 9 de enero de 2017. Consultado el 8 de enero de 2017.
4. ↑  http://www.eluniversal.com/sucesos/130920/intervencion-y-desalojo-aplicaran-en-sabaneta-tras-la-masacre
5. ↑  http://www.laverdad.com/sucesos/36474-en-cualquier-momento-habra-otra-masacre-en-sabaneta.html?fb_comment_id=170220646500268_257693?v=1#f31482b7e2fa98
6. ↑  «Copia archivada». Archivado desde el original el 9 de enero de 2017. Consultado el 8 de enero de 2017.
7. ↑  El Nacional (17 de septiembre de 2013). «"Gran pran" de Sabaneta desató guerra que dejó 16 muertos». El Nacional. Consultado el 9 de enero de 2017.
8. ↑  Reportero24 (17 de septiembre de 2013.). «SABANETA: guerra entre “pranes” dejó 16 muertos». Consultado el 9 de enero de 2017.
9. ↑  Suzzarini, Antonio (17 de septiembre de 2013.). «Masacre en Sabaneta se inició con “guerra de pines” entre los prames “El Ric” y “El Mocho Edwin”: Muertos podrían pasar de 16». Noticia Al Día. Archivado desde el original el 8 de enero de 2017. Consultado el 9 de enero de 2017.